# Edyta Małoszyc
Edyta Kazimiera Małoszyc (ur. 17 sierpnia 1969 w Częstochowie) – polska zawodniczka pięcioboju nowoczesnego, czterokrotna mistrzyni świata, czterokrotna mistrzyni Europy. Medalistka mistrzostw Polski.

## Kariera sportowa
Początkowo trenowała pływanie w Budowlanych Częstochowa (1978-1984), od 1984 uprawiała pięciobój nowoczesny, kolejno w Lumelu Zielona Góra (1984-1996), KS Gaz Polski Drzonków (1997-2003), ZKZ Drzonków (2004-2009).

### Mistrzostwa świata
Na mistrzostwach świata seniorów zdobyła osiem medali, w tym cztery złote w sztafecie, dwa srebrne (raz drużynowo, raz w sztafecie) i dwa brązowe (raz drużynowo, raz w sztafecie.
- Szczegółowe wyniki:
- 1991: 15 m. indywidualnie
- 1992: 1 m. w sztafecie - z Dorotą Idzi i Iwoną Kowalewską
- 1993: 8 m. w sztafecie
- 1995: 1 m. w sztafecie - z Dorotą Idzi i Iwoną Kowalewską, 14 m. indywidualnie
- 1996: 1 m. w sztafecie - z Dorotą Idzi i Iwoną Kowalewską, 16 m. indywidualnie
- 1997: 2 m. w sztafecie - z Pauliną Boenisz i Anną Sulimą, 4 m. drużynowo, 19 m. indywidualnie
- 1999: 19 m. indywidualnie
- 2001: 2 m. drużynowo - z Pauliną Boenisz i Katarzyną Baran, 12 m. indywidualnie
- 2002: 7 m. w sztafecie, 8 m. drużynowo, 34 m. indywidualnie
- 2003: 5 m. drużynowo, 30 m. indywidualnie
- 2004: 4 m. drużynowo, 24 m. indywidualnie
- 2005: 3 m. drużynowo -   z Pauliną Boenisz i Sylwią Czwojdzińską, 7 m. w sztafecie, 14 m. indywidualnie
- 2006: 1 m. w sztafecie - z Martą Dziadurą i Pauliną Boenisz
- 2007: 4 m. drużynowo, 33 m. indywidualnie
- 2008: 3 m. w sztafecie - z Sylwią Czwojdzińską i Pauliną Boenisz, 7 m. indywidualnie
- 2009: 7 m. drużynowo, indywidualnie odpadła w eliminacjach

### Mistrzostwa Europy
Na mistrzostwach Europy wystąpiła 15 razy, zdobywając dwanaście medali, w tym cztery złote (dwa w sztafecie, dwa drużynowo), dwa srebrne (oba drużynowo) oraz sześć brązowych (trzy indywidualnie, dwa w sztafecie, jeden drużynowo)
- Szczegółowe wyniki:
- 1991: 4 m. w sztafecie
- 1993: 1 m. w sztafecie - z Dorotą Idzi i Iwoną Kowalewską, 3 m. indywidualnie, 4 m. drużynowo
- 1995: 1 m. drużynowo - z Dorotą Idzi i Iwoną Kowalewską, 22 m. indywidualnie
- 1997: 1 m. drużynowo - z Anną Sulimą i Iwoną Kowalewską, 3 m. indywidualnie, 8 m. drużynowo
- 1999: 11 m. indywidualnie
- 2000: 5 m. w sztafecie, 8 m. drużynowo, indywidualnie odpadła w eliminacjach
- 2001: 5 m. w sztafecie, 8 m. drużynowo, indywidualnie odpadła w eliminacjach
- 2002: 3 m. drużynowo - z Pauliną Boenisz i Magdaleną Sędziak, 5 m. w sztafecie, 13 m. indywidualnie
- 2003: 2 m. drużynowo - z Pauliną Boenisz i Magdaleną Sędziak, 19 m. indywidualnie
- 2004: 3 m. drużynowo - z Pauliną Boenisz i Magdaleną Sędziak, 6 m. w sztafecie, 14 m. indywidualnie
- 2005: 2 m. drużynowo - z Pauliną Boenisz i Sylwią Czwojdzińską, 3 m. indywidualnie
- 2006: 1 m. w sztafecie - z Pauliną Boenisz i Martą Dziadurą, 5 m. drużynowo, 15 m. indywidualnie
- 2007: 5 m. w sztafecie, 7 m. drużynowo, 13 m. indywidualnie
- 2008: 4 m. w sztafecie, 6 m. drużynowo, 25 m. indywidualnie
- 2009: 3 m. w sztafecie - z Pauliną Boenisz i Sylwią Czwojdzińską, 18 m. indywidualnie

### Mistrzostwa Polski
Na mistrzostwach Polski zdobyła sześć srebrnych (1992, 1993, 1995, 2000, 2001, 2003) oraz trzy brązowe medale (1997, 2002, 2007).
W 1988 zdobyła także wicemistrzostwo Polski w szpadzie drużynowo.

### Inne
Nie uczestniczyła w igrzyskach olimpijskich, choć w 2008 zapewniła sobie kwalifikację. 
Odznaczona Złotym Krzyżem Zasługi (2007).